# Privilège parlementaire
Le privilège parlementaire est, en droit constitutionnel, l'ensemble des pouvoirs, droits et immunités dont jouissent les assemblées législatives lorsqu'elles s'acquittent de leurs fonctions constitutionnelles, à savoir légiférer, délibérer et contrôler l'action gouvernementale. Le privilège parlementaire est un élément fondamental de la procédure parlementaire dans les pays du Commonwealth et ceux dotés d'un système de gouvernement de type Westminster. Un principe similaire est appliqué dans certains pays qui ne sont pas de tradition britannique et il porte le nom d'immunité parlementaire.
Le principal but du privilège parlementaire est d'éviter que les législateurs ne fassent l'objet de poursuites en matière civile à la suite de gestes posés ou de discours prononcés dans le cours des délibérations parlementaires. Cet usage constitutionnel est l'affirmation du privilège qu'a la chambre d'assemblée de jouir en tout temps et en priorité de la présence de tous ses membres pour mener à bien ses travaux. Le privilège ne s'étend toutefois pas aux poursuites en matière criminelle.

## Histoire
Les privilèges parlementaires peuvent être retracés aussi loin que dans l’Angleterre du Moyen Âge, à l’époque où le Parlement était une haute cour de justice. Alors qu’elle était en pleine révision de son rôle et de ses fonctions, la Chambre des communes cherchait à se protéger de l’ingérence du roi et de la Chambre des lords en revendiquant certains privilèges. Lorsque le rôle de la Chambre évolua pour devenir le corps législatif que l’on connait aujourd’hui, ses privilèges et immunités historiques, déjà bien ancrés dans la common law et la constitution du royaume ont été conservés.
Tandis que les privilèges parlementaires britanniques découlent d’une histoire plusieurs fois centenaire, d’une opposition à la Couronne assez farouche par moments, ce n’est pas le cas dans la plupart des autres pays où ce principe constitutionnel est appliqué, notamment dans le Commonwealth. En conséquence, dans les pays comme le Canada, l’Australie et la Nouvelle-Zélande, le privilège parlementaire est appliqué plutôt par tradition qu’en tant que résultante d’une ancienne revendication. Les privilèges parlementaires, en tant que branche complexe, sans codification écrite exhaustive du droit parlementaire, sont souvent considérés dans les pays de tradition britannique comme une convention constitutionnelle non écrite.

## Au Canada
En droit constitutionnel canadien, les privilèges parlementaires inhérents sont des immunités reconnues aux parlementaires à titre individuel ou collectif. Ils sont une conséquence de la souveraineté parlementaire. Il existe le privilège individuel :  liberté de parole (art. 9 du Bill of Rights) et le privilège collectif : pouvoir de maintenir l’ordre en son sein. Les tribunaux ont constaté des privilèges inhérents aux assemblées législatives. Les privilèges inhérents sont liés à la fonction délibérative. D’autres privilèges proviennent de lois, mais ceux adoptés par loi ne sont pas inhérents. 
Les privilèges historiques reconnus par la common law font partie de la constitution par le préambule de la Loi constitutionnelle de 1867. Il est impossible d’invalider une partie de la constitution par une autre. Il est impossible de porter atteinte aux privilèges parlementaires car cela porte atteinte à la séparation des pouvoirs. L’art. 7-9 du Bill of Rights garantit les délibérations des parlementaires. 
Dans l'arrêt New Brunswick Broadcasting, la Cour suprême du Canada conclut que c’est un privilège parlementaire inhérent que la législature peut expulser les étrangers qui troublent le bon ordre. L’assemblée législative à elle seule ne fait pas partie de l’État, donc l’art. 32 de la Charte canadienne ne s’applique pas.
Quelques exemples  de privilège parlementaire : 
- Le Notre Père de la législature ontarienne,
- L’interdiction des couteaux sikhs à l’Assemblée nationale du Québec,
- L’expulsion de journalistes dans l'affaire New Brunswick Broadcasting